# Armeniska kloster i Iran
Armeniska kloster i Iran är ett världsarv bestående av tre före detta kloster med intilliggande byar och kapell i nordöstra delen av Iran. Klostren är:
| Bild                         | Objekt                | Beskrivning |
| ---------------------------- | --------------------- | --- |
| Sankt Stefansklostrets kyrka | Sankt Stefansklostret | Klostret, som fått sitt namn efter Sankt Stefan, ligger i Östazarbaijan i en djup kanjon längs floden Arax på den Iranska sidan gränsen mellan Azerbajdzjan och Iran. Det byggdes på 800-talet och återuppbyggdes under Safavidernas era efter att flera jordbävningar skadat den. |
| Sankt Thaddeus kloster       | Sankt Taddeusklostret | Klostret, som ligger i Västazarbaijan, har fått sitt namn efter aposteln Judas Taddeus och är ett gammalt kloster, som enligt legenden byggdes första gången redan år 68. Dagens kloster byggdes dock upp 1329 efter en jordbävning 10 år tidigare.                                |
| Dzordzors kapell             | Dzordzors kapell      | Av klostret Dzordzor i Västazarbaijan återstår endast dess kapell. Kapellet flyttades 600 meter 1987–1988 p.g.a. ett dammbygge. |